# 太阳村站
太阳村站是黔桂铁路上的一个中间站，位于广西壮族自治区柳州市柳南区太阳村镇。车站由中国铁路南宁局集团柳州车站管辖，为三等站，承接柳州铁路枢纽黔桂、焦柳线车流的接发列车作业和货物车辆的取送调车作业，货运主要为北部湾港集团柳州鱼峰水泥公司服务。
车站建于1969年。2004年黔桂铁路改造工程动工仪式于太阳村站举行，2007年本站至柳州站区间实现复线化。2009年车站停办客运业务。2024年车站对货场进行扩能改造。未来黔桂铁路广西段增建二线将继续对车站货场进行改造。